# Taxonomía popular
Una taxonomía popular es una nomenclatura en lengua vernácula que se puede contrastar con la taxonomía científica. 

## Biología
La clasificación de seres vivos en lenguaje natural usa taxonomía popular con términos no científicos como gusano que incluye a animales tan distintos como larvas y lombrices, y estas últimas a su vez están divididas en lombriz de tierra y lombriz solitaria, que tampoco tienen mucha relación.
En el Perú se denomina popularmente auquénidos a los camélidos sudamericanos, aunque actualmente esa denominación está cayendo en desuso.
Clasificar las estrellas en constelaciones en lugar de galaxias es una taxonomía popular.
Otro ejemplo en español: en general la diferencia entre búho y lechuza está dada por las plumas protuberantes que tienen los búhos y que no tienen las lechuzas. Sin embargo los científicos dividen a las aves rapaces nocturnas en dos familias, Tytonidae y Strigidae en las cuales la presencia de estas «orejas» no es muy relevante, excepto el hecho de que ninguna Tytonidae las tiene, pero muchas Strigidae tampoco.
Una ficción literaria sobre la arbitrariedad de las taxonomías es el Emporio celestial de conocimientos benévolos, de Jorge Luis Borges.